# Synsphyronus mimetus
Synsphyronus mimetus är en spindeldjursart som beskrevs av Chamberlin 1943. Synsphyronus mimetus ingår i släktet Synsphyronus och familjen gammelekklokrypare. Inga underarter finns listade i Catalogue of Life.